# Iglesia de San Nicolás en la isla de Lipno
La Iglesia de San Nicolás en la isla de Lipno (en ruso: Церковь Николы на Липне/Zerkow Nikoly na Lipne) es una iglesia ortodoxa rusa, un ejemplo de finales del siglo XIII de la arquitectura de piedra de Novgorod. Está situada en una pequeña isla en el delta del río Lipno Msta, a 9 km al sur de Veliky Novgorod. El altar principal fue consagrado en el nombre de San Nicolás.
La iglesia está incluida en el ámbito tampón de los «Monumentos históricos de Nóvgorod y sus alrededores», un bien inscrito en 1992 como Patrimonio Mundial, pero no es uno de los bienes inscritos a título individual.